# Aldeído oxidase

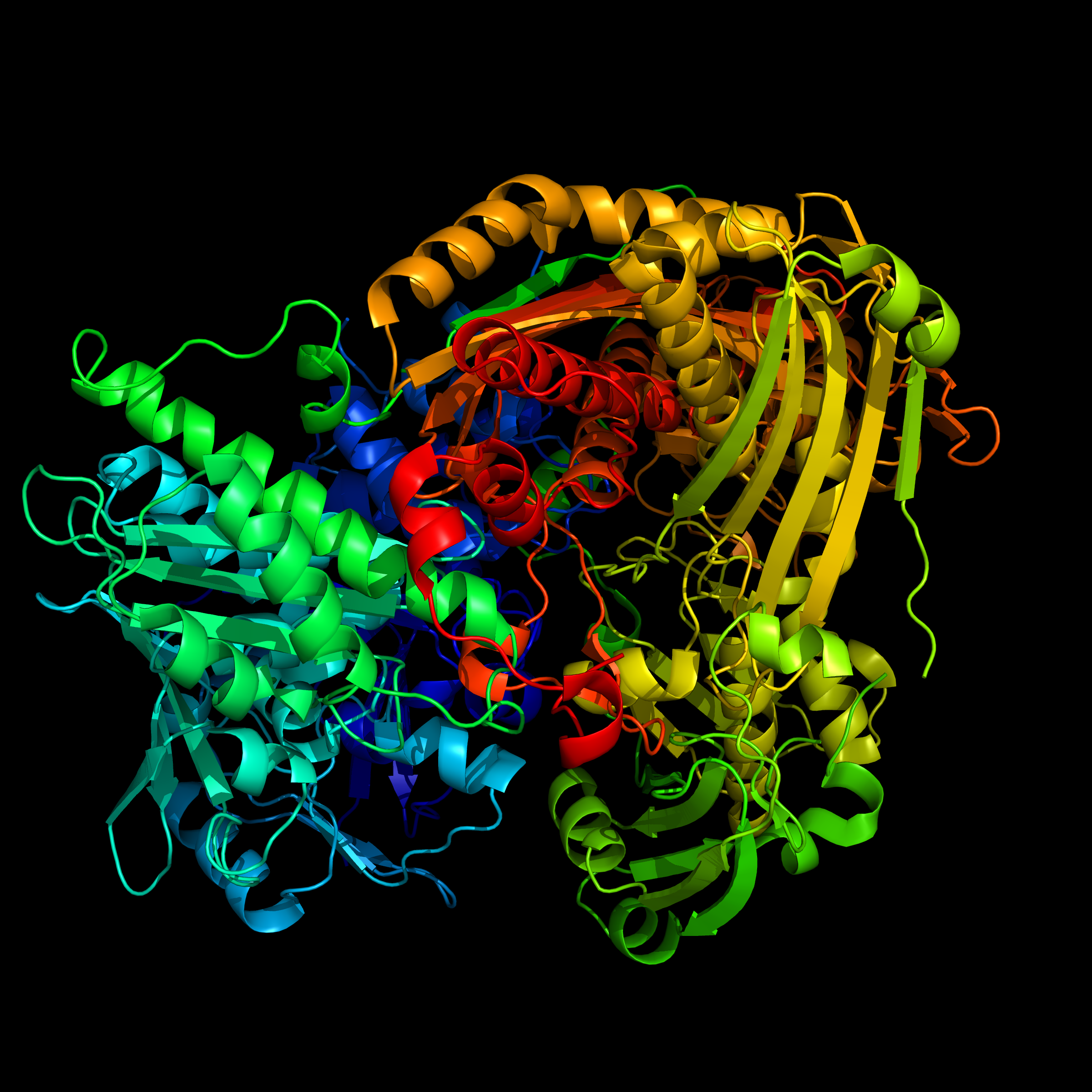
Aldeído oxidase

A Aldeído oxidase(AO) é uma enzima metabólica, localizada no compartimento citosólico dos tecidos de muitos organismos. A AO catalisa a oxidação de aldeídos em ácidos carboxílicos, e também, a hidroxialquilação de alguns heterocíclicos.. É uma enzima com um papel importante no metabolismo de drogas e similar a xantina oxidase.